# Notomys
Notomys là một chi động vật có vú trong họ Muridae, bộ Gặm nhấm. Chi này được Lesson miêu tả năm 1842. Loài điển hình của chi này là Dipus mitchellii Ogilby, 1838.

## Hình ảnh

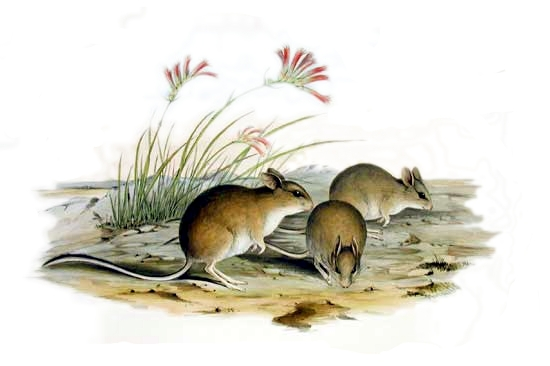
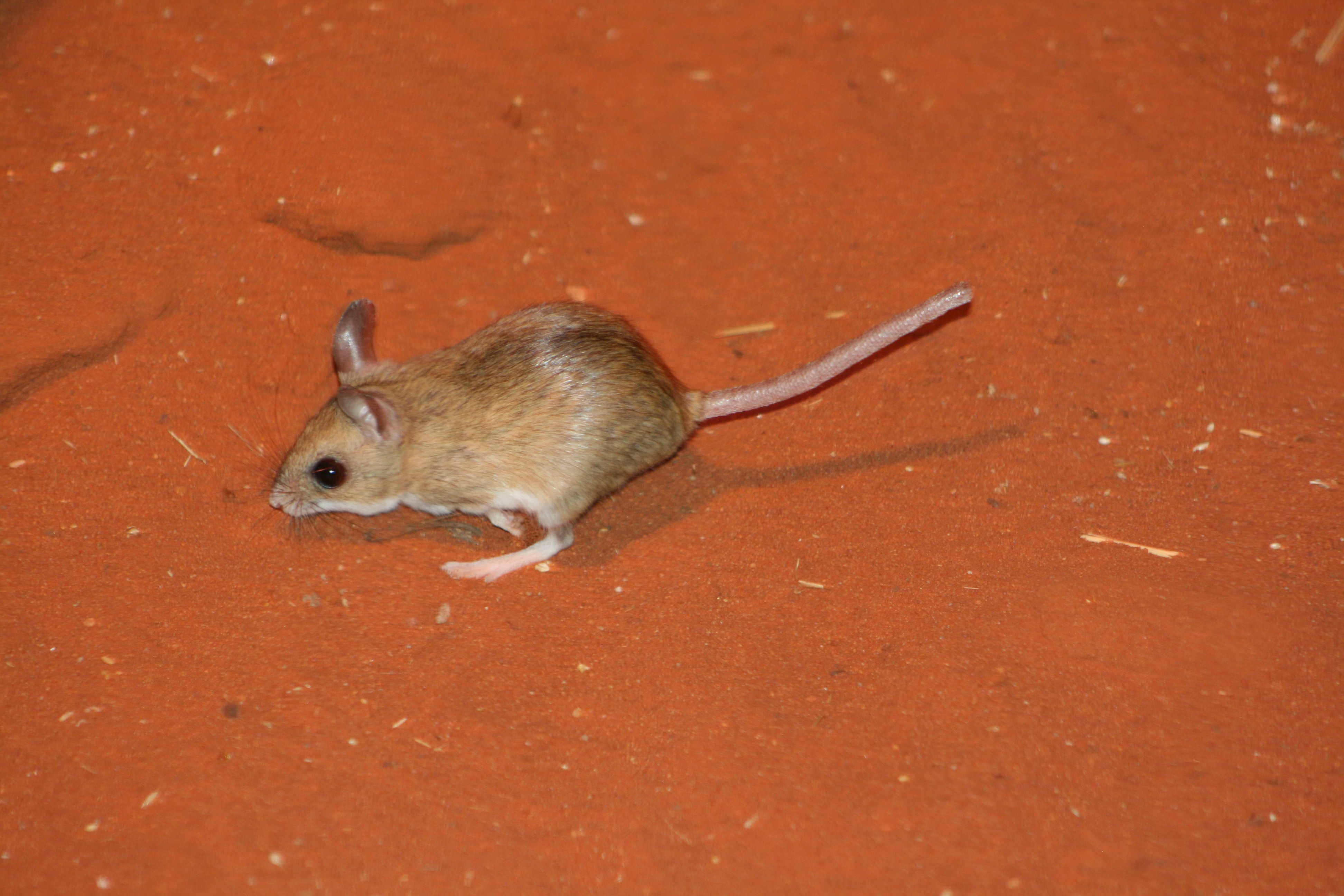

## Các loài
Chi này gồm các loài: